# Third
Third — третій студійний альбом бристольского гурту Portishead, виданий у 2008-му році. Він був представлений 28 квітня 2008 року у Сполученому Королівстві на Island Records і днем пізніше в Сполучених Штатах на Mercury Records. Перший студійний альбом Portishead за одинадцять років, Third відійшов від стилю тріп-хоп, включивши такі впливи, як краутрок, серф-рок, ду-воп і саундтреки до фільмів Джона Карпентера.
Після того, як у 1997 році Portishead випустили свій однойменний другий альбом, учасник гурту Джефф Барроу зробив перерву та переїхав до Австралії. Він перестав цікавитися музикою, і спроби створити нові пісні з гітаристом і клавішником Адріаном Атлі провалилися. Після продюсування альбому «The Invisible Invasion» гурту The Coral, вони відчули натхнення та відновили роботу з Бет Гіббонс у Брістолі.
Third увійшов до першої десятки музичних чартів кількох країн і став золотим у Великій Британії. Кілька видань назвали його одним з найкращих альбомів 2008 року; у 2013 році NME поставив його на 330 місце у списку 500 найкращих альбомів усіх часів.

## Передумови
У 1998 році, після трьох років гастролей і розлучення, барабанщик і автор пісень Джефф Барроу зробив перерву в діяльності Portishead і поїхав до Австралії. Він розповів Drowned in Sound: «Я не міг знайти нічого, що б мені подобалося в музичному плані, ні в кому і ні в чому.» Гітарист і клавішник Адріан Атлі приєднався до нього для роботи над новим матеріалом, але вони не були задоволені результатами.
У 2003 році Барроу написав пісню «Magic Doors», яку він описав як «відкриття… потім ми почали ходити туди-сюди, то ненавидячи все, то подобаючись, і нам довелося вирішувати, чи варто продовжувати». 2005 року він разом з Атлі став співпродюсером альбому The Invisible Invasion гурту Coral. Процес виявився надихаючим; за словами Барроу, «Ось ми з Ейдом, ці старші чуваки, занадто налякані, щоб навіть зіграти ноту, тому що боялися, що нам це не сподобається, а ось вони, просто здатні написати саундтрек за день».

## Запис
Portishead самостійно спродюсували Third у своїх брістольських студіях. Багато пісень існували роками як ескізи, учасники обмінювалися записами та додавали ідеї. До 2006 року Portishead підготували шість-сім треків. Барроу сказав, що більша частина запису була написана під час «сплеску» в кінці 2007 року.
Бажаючи відійти від звуку трип-хопу, який вони популяризували, Portishead уникали використання інструментів, якими вони користувалися раніше; Барроу сказав, що «основне — звучати як ми самі, а не повторюватися». Учасники гурту експериментували з обміном ролями; Барроу грав на бас-гітарі, а співачка Бет Гіббонс грала на гітарі в «Threads». За словами Атлі, Portishead «шукали обмежену частоту в інструментах … і обмежену гру теж. Я багато років займався віртуозністю, вивчав гами і гармонію, міг імпровізувати за допомогою гам і акордів, але техніка для мене більше не важлива».
Для першого треку, «Silence», Барроу спочатку зробив семпл з платівки, яка мала розмовний вступ португальською мовою. Надихнувшись вікканською теорією про число три, Portishead написали «маніфест», переклали його португальською, а потім відтворили семпл з новими словами для вступу до альбому. Вони не синхронізували гітарний ефект затримки з темпом, створюючи різке, асинхронне відлуння.

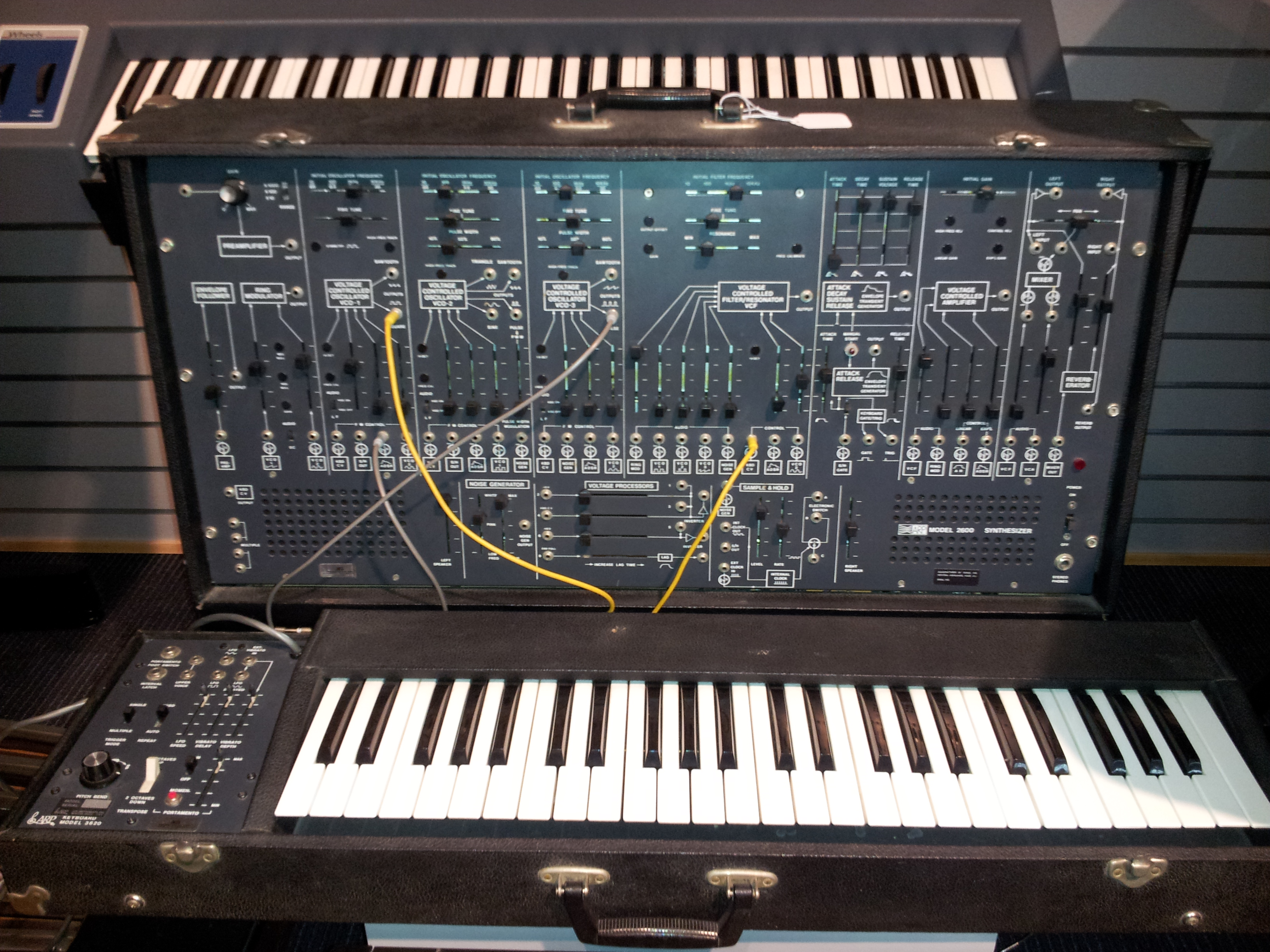
Portishead використовували аналогові синтезатори, включаючи ARP 2600.

Portishead використовували кілька аналогових синтезаторів, включаючи Minimoog, Korg MS-20, ARP 2600, Siel Orchestra і VCS 3, а також клавіолін, електронну клавіатуру, яка передувала синтезатору. Для «Threads» гурт використав «злий» розстроєний звук VCS 3, щоб створити зловісний звук, схожий на звук рогу, натхненний англійським прогресивним рок-гуртом Hawkwind. Секвенсор Siel Orchestra був недостатньо складним для відтворення арпеджіо в «The Rip», тому гурт записав ноти окремо і змонтував їх в арпеджіо-паттерн. У треку також звучить іграшкова акустична гітара, яку Атлі знайшов у крамниці з непотрібними речами.
«Deep Water» була натхненна виконанням пісні Стіва Мартіна «Tonight You Belong to Me» у фільмі The Jerk 1979 року. Атлі спочатку не був вражений концепцією Барроу для пісні, і сказав: «Я взагалі не міг з цим змиритися, мені це не подобалося. Джефф сказав, що хоче накласти на неї бек-вокал, а я сказав, що не маю до цього ніякого відношення. Ми не сперечалися, я просто поступився. Але зараз вона мені дуже подобається, і найсмішніше те, що Джефф рухається в іншому напрямку».
Для створення ритму на «Machine Gun» Portishead засемплювали драм-машину на старому електронному органі. Синтезаторне аутро було натхненне саундтреками до фільмів Джона Карпентера. Для «Magic Doors» гурт додав колісну ліру та саксофон, на якому грав Вілл Грегорі з Goldfrapp. За словами Атлі, «Того дня ми змусили [Грегорі] грати фрі-джаз … Ми сказали йому просто з'їхати з глузду, з'їхати з глузду до біса. Він мав вийти з кімнати, щоб ми його не бачили, щоб він почувався менш скуто».

## Музика
Third містить елементи електроніки, експериментального року та психоделічного року. Він відходить від звучання трип-хопу Portishead, жанру, який вони популяризували своїми альбомами Dummy (1994) та Portishead (1997). Він також не містить скретчингу, характерного для їхніх ранніх альбомів. Гарет Гранді з Q писав, що «єдиним зв'язком Third з минулим є голос Гіббонс… Все інше було викинуто на смітник, хіп-хоп, кінематографічність, все інше». Натомість, Third містить «м'язисті» синтезатори, барабанні брейки і різкі закінчення, з «пропульсивними» ритмами краутроку, брейкбіти, соборний орган, «марокканський дрон» і серф-рок. The A.V. Club писав, що Гіббонс «звучить більш виснажено, ніж будь-коли, як людина, що нервово сіпається від надлишку кави і недостатнього сну».
Відкриваючий трек «Silence» має «пропульсивний» барабанний цикл і гітару, схожу на азбуку Морзе. «We Carry On» має «клаустрофобний» двонотний електро-риф; Rolling Stone порівняв його з роботою американського психоделічного гурту Silver Apples. «Deep Water» — це «укулеле-ду-воп». «Machine Gun» — «механічний» ритм, що змінюється синтезаторами, які Drowned in Sound порівняли з саундтреками до фільмів 1980-х Термінатор і Той, хто біжить по лезу. «Magic Doors» — «колосальні» фортепіанні акорди, «цокаюча» тронка і «зіпсовані» мідні духові.

## Реліз і промо
Third вийшов 28 квітня 2008 року на Island Records у Великій Британії, 29 квітня на Mercury Records у США і 30 квітня на Universal Music Japan в Японії. Він увійшов до UK Albums Chart на друге місце і до американського Billboard 200 на сьоме місце, ставши дебютним для Portishead, продавшись тиражем у 53 000 копій.
8 і 9 грудня 2007 року Portishead виступили кураторами фестивалю All Tomorrow's Parties в Майнхеді, Англія, і відіграли свої перші повні сети за майже 10 років, включаючи треки з Third. 21 січня 2008 року Portishead оголосили про європейське турне на підтримку альбому, з хедлайнерським сетом на фестивалі музики і мистецтв Coachella 26 квітня 2008 року, який став їхньою єдиною датою в турі в США.
21 квітня 2008 року, за тиждень до релізу, альбом Third був доступний для безкоштовного прослуховування на Last.fm, привернувши увагу 327 000 слухачів за 24 години. Це був перший випадок, коли Last.fm зробив альбом доступним для прослуховування до його релізу. Third став п'ятим найбільш продаваним вініловим альбомом 2008 року, розійшовшись накладом 12 300 копій.

## Критичне сприйняття
На сайті Metacritic, який присвоює середньозважений бал зі 100 рецензіям і рейтингам основних критиків, Third має метарейтинг 85 на основі 38 рецензій, що свідчить про «загальне визнання».
У своїй рецензії для AllMusic Стівен Томас Ерлвайн сказав, що Third «по-справжньому, вражаюче оригінальний» і «абсолютно захоплюючий і нескінченно поглинаючий». Мікаеланджело Матос з The A.V. Club написав, що «майже кожен трек пропонує якусь маленьку звукову приємність в середині, як винагороду за постійну увагу після всіх цих років». Цього разу воно того варте." Рецензуючи Third для Drowned in Sound, Нік Саухолл написав, що «кілька окремих пісень спочатку пропливають майже непоміченими, вносячи у колективну пам'ять про альбом трохи більше, ніж відчуття тривоги; враження пригніченості. Однак ті номери, які виділяються, наближають альбом до розкоші». Джон Пейн з The Los Angeles Times писав: «Хоча кілька доз цієї млявої, сповненої напруги музики трохи виснажують, в цілому це відповідне звучання для наших тривожних часів, і в ньому є підбадьорлива таємничість. Його пронизливі електронні мотиви — це сигнал до пробудження». Рецензент The Guardian Джуд Роджерс вважає, що альбом «спочатку більше схожий на запис, яким можна захоплюватися, ніж любити… Але після кількох прослуховувань велич Third розкривається».
Луї Паттісон з NME написав, що Third був «авантюрним, іноді лякаючим, але рідко менш ніж переконливим» і назвав його найкращим альбомом Portishead. Алан Ранта з PopMatters написав, що з часом його поставлять в один ряд з більш ранніми роботами Portishead. Нейт Патрін з Pitchfork назвав Third «найкращою новою музикою тижня», написавши, що це «приголомшлива трансформація і повернення до форми, яка ніколи не була втрачена, ідеальна адаптація гурту, який багато людей не знали, що їм потрібно почути знову». У Rolling Stone Роб Шеффілд написав, що Third був «несподіваним, але дуже вражаючим поверненням». Майк Бруно з Entertainment Weekly сказав, що він менш доступний, ніж рання музика Portishead, але «не менш чудовий». Гарет Гранді з Q поставив йому три з п'яти і був розчарований тим, що Portishead відійшли від свого попереднього звучання, написавши: «Третім альбомом, ймовірно, будуть більше захоплюватися, ніж слухати … Dummy був складним альбомом, який просто випадково знайшов свою аудиторію. Third просто вмикає чорну музику, поки темрява не стане непереборною».
Third був названий найкращим альбомом 2008 року за версією PopMatters, другим за версією Pitchfork, дев'ятим за версією Guardian, і 25-м за версією NME. Він увійшов до видання 2014 року 1001 Albums You Must Hear Before You Die. У 2019 році Guardian назвав його 45-м найкращим альбомом 21 століття. У грудні 2008 року американський веб-журнал Somewhere Cold поставив Third на 7 сходинку у 2008 Somewhere Cold Awards. У 2013 році NME назвав його 330-м у своєму списку 500 найкращих альбомів усіх часів.

## Список композицій
| #     | Назва         | Тривалість |
| ----- | ------------- | ---------- |
| 1.    | «Silence»     | 4:58       |
| 2.    | «Hunter»      | 3:57       |
| 3.    | «Nylon Smile» | 3:16       |
| 4.    | «The Rip»     | 4:29       |
| 5.    | «Plastic»     | 3:27       |
| 6.    | «We Carry On» | 6:27       |
| 7.    | «Deep Water»  | 1:31       |
| 8.    | «Machine Gun» | 4:43       |
| 9.    | «Small»       | 6:45       |
| 10.   | «Magic Doors» | 3:32       |
| 11.   | «Threads»     | 5:45       |
| 49:17 |               |            |

## Персоналії
- Бет Гіббонс — вокал, клавішні, електрогітара на «Threads»
- Джефф Барроу — ударні, клавішні, синтезатор, бас-гітара, перкусія, програмування
- Адріан Атлі — електрогітара, акустична гітара, бас-гітара, укулеле, клавішні, синтезатор, програмування
- Шарлотта Ніколлс — віолончель на «Silence» та «Threads»
- Клаудіо Кампос — розмовний вступ на «Silence»
- Венді Бертрам — фагот на «The Rip»
- Тім Брік — кларнет на «Plastic», вокал на «Deep Water»
- Девід Пур і Бен Солсбері (the Somerfield Workers Choir) — вокал на «Deep Water»
- Віл Грегорі — саксофон на «Magic Doors» та «Threads»
- Джон Бегготт — родес-піано на «Magic Doors»
- Стю Баркер — колісна ліра на «Magic Doors»
- Клайв Дімер — ударні на «Threads»
- Джим Барр — бас-гітара на «Threads»

### Продакшн
- Продюсування — Portishead
- Інженери звукозапису — Адріан Атлі, Стюарт Метьюз, Рік Даудінг, Джон Пікфорд
- Інженери зведення — Джефф Барроу, Крейг Сілві
- Художнє оформлення — Марк Бессант
- Фото — Ларрі Беннет